# Топчидерско гробље
Топчидерско гробље једно је од београдских гробља. Налази се у општини Савски венац, а основано је 1850. године.

## Опште информације
Верује се да је Топчидерско гробље настало спонтано на још старијем локалитету, а као година оснивања узима се 1850. према записима на споменицима, што га убраја у једно од настаријих почивалиша у Београду. У почетку, ово гробље служило је као место сахрањивања становника Чукарице, Топчидерског брда и Дедиња. У састав београдских гробаља и надлежност тадашњег „Отсека за гробље Општине београдске”, ушло је тек 1931. године.
Топчидерско гробље није плански формиран комплекс, већ је настало као почивалиште једног дела Београда, а налази се на простору парк-шуме Топчидер. Веће проширење гробље је доживело 1986. године када је Топчидер проглашен за културно добро, просторну културно-историјску целину. Површина гробља је око 6 хектара, а у оквиру њега налази се и црква Светог Трифуна, коју је 1905. године подигнуо српски велетрговац, добротвор задужбинар Никола Спасић у спомен на супругу Станку - Цају која је преминула 5. јануара 1903. године.
На гробљу се налази низ стилских и уметничких споменика као и гробова знаменитих личности. Године 1907. са Ташмајданског гробља пренет је споменик војводе Стевана Книћанина, који својој монументалношћу и израдом заслужује пажњу. На Топчидерском гробљу такође су очувани споменици породица Димић и Милановић, који датирају са краја 19. века, а начињени су у облику једноставних витких камених пирамида и представљају једина два очувана споменика из тог доба. Из периода између два светска рата пажњу заслужује и гробница Арчибалда Рајса, како због чињенице да се ради о знаменитој личности, тако и због стилских одлика гробнице. Са одликама националног стила из периода између два светска рата на Топчидерском гробљу могу се издвојити и гробнице породица Ђорђевић, Томашевић и Матић-Зрнић. Такође се истиче гроб књижевнице Исидоре Секулић, који је изведен по пројекту архитеката Олге Дивац и Синише Вуковића.

## Сахрањени на гробљу
Неки од знаменитих личности сахрањених на Топчидерском гробљу су:
- Арчибалд Рајс (1875—1929), швајцарски форензичар, публициста, доктор хемије и професор
- Ратибор Ђурђевић (1915—2011), српски психолог и књижевник
- Данило Лазовић (1951—2006), српски глумац
- Анастасија Нака Спасић (1864—1953), српска добротворка
- Мирослав Павловић (1942—2004), југословенски и српски фудбалер
- Веско Пајовић (1953—2016), југословенски и српски кошаркаш
- Богољуб Петровић (1942—1995), српски глумац
- Милорад М. Петровић (1875—1921), српски песник
- Александар Кнежевић Кнеле (1971—1992), српски криминалац
- Драгомир Поповић (1880—1933), пуковник југословенске војске
- Слободан Сантрач (1946—2016), југословенски и српски фудбалер и фудбалски тренер
- Исидора Секулић (1877—1958), српска књижевнца, академик и прва жена члан Српске академије наука и уметности
- Иван Стамболић (1936—2000), српски политичар
- Душан Стефановић (1870—1951), српски генерал и министар војни Краљевине Југославије
- Жанка Стокић (1887—1947), српска глумица
- Михаило Чанак (1932—2014), српски архитекта
- Момчило Вукотић (1950-2021),југословенски и српски фудбалер и фудбалски тренер
- Миодраг Јешић (1958—2022), југословенски и српски фудбалер и фудбалски тренер

## Галерија
- Црква Светог Трифуна на Топчидерском гробљу
- Гроб великог српског добротвора Николе Спасића је у цркви Св. Трифуна, коју је подигао
- Гроб Стевана Книћанина, парцела 2, југо-источно од олтара цркве
- Гроб Арчибалда Рајса, налази се код цркве
- Гроб Жанке Стокић, парцела 1, 4. ред од ограде гробља
- Гроб Исидоре Секулић, налази се на парцели 2, југо-источно од олтара цркве
- Гроб Данила Лазовића, налази се на парцели 13, први ред
- Гроб свештеника Дејана Дејановића, налази се код цркве
- Гроб Момчила Моце Вукотића